# Ex officio
Ex officio es una expresión latina que significa por virtud del oficio o cargo de uno. Se usa cuando alguien tiene un cargo por razón de tener otro, cuando una persona automáticamente recibe otra posición por el solo hecho de tener un cargo. La expresión equivalente en castellano es miembro nato, aunque mayoritariamente se utiliza su equivalente latina.

## Argentina
El vicepresidente de la Nación Argentina es ex officio presidente del Senado de la Nación Argentina.

## Andorra
El obispo de Urgel y el presidente de la República Francesa, quienes en virtud de ejercer dichos cargos también son co-príncipes soberanos de Andorra. 

## Bolivia
De 1967 a 2010 el vicepresidente de Bolivia tuvo ex officio el cargo de «presidente nato del Congreso Nacional y del Senado». Desde 2010 el nombre del cargo cambió a «presidente de la Asamblea Legislativa Plurinacional».

## Brasil
El vicepresidente de Brasil, durante la vigencia de la constitución brasileña de 1891 entre 1891 y 1930 y de la publicación de la constitución brasileña de 1946 hasta la sexta enmienda constitucional en 1963, fungió ex officio como presidente del Senado Federal. Adicionalmente de 1967 a 1967 fungió como presidente del Congreso Nacional.

## España
En tanto, en España, el director de la Real Academia de Bellas Artes de San Fernando es, por razón de su cargo, vocal del Real Patronato del Museo Nacional del Prado.
Además, el Rey de España es, por ostentar este título, el Rey de Jerusalén

## Estados Unidos
El vicepresidente de los Estados Unidos es ex officio el presidente del Senado; no obstante no tiene derecho a voto a menos que se produzca un empate entre los votos (es decir, cincuenta a cincuenta).

## India
El vicepresidente de India es el presidente ex officio del Rajya Sabha.

## México
En México el presidente de la Suprema Corte de Justicia de la Nación es el presidente del Consejo de la Judicatura Federal.
Además, el presidente de la Cámara de Diputados ejerce ex officio como presidente del Congreso de la Unión cuando ambas cámaras se reúnen a inicio de las sesiones como un congreso general. 

## Reino Unido
En la Cámara de los Lores, cuya conformación actual desde 2010 es de setecientos ochenta y ocho, existe la figura de los veintiséis «lores espirituales», los cuales son lores con derecho a voto miembros de la Iglesia anglicana.

## Uruguay
El vicepresidente de Uruguay ejerce como presidente de la Cámara de Senadores y, a su vez, de la Asamblea General de Uruguay.